# Caulerpa taxifolia
Caulerpa taxifolia, volgarmente nota anche come alga assassina, è un'alga tropicale della famiglia delle Caulerpaceae, infestante del Mar Mediterraneo e in grado di danneggiare la vegetazione marina locale. È un classico esempio di specie invasiva.

## Caratteristiche
È un'alga insolita in quanto dal punto di vista botanico consiste di un'unica cellula provvista di più nuclei, rendendola la singola cellula più grande del mondo, quindi nessuna parete o membrana divide i numerosi nuclei e il citoplasma. La specie presente nel Mediterraneo ha uno stolone lungo più di 2,74 m composto da più di 200 foglie. 
Il portamento del fusto e la forma particolarmente ramificata e rigogliosa rammenta quello della felce aquilina.
Solitamente viene usata come decorazione per gli acquari di tutto il mondo. Questa pianta produce un tipo speciale di tossina per i predatori.

## Specie invasiva
La Caulerpa taxifolia, è diventata una specie invasiva presente in particolare nel mar Mediterraneo, nei mari australiani e californiani. Si pensa che la crescita eccezionale ed invasiva di tale alga, sia dovuta alla temperatura mite dell'acqua e dall'assenza di predatori. Molte specie di Caulerpa si sono evolute in acque tropicali, dove le altre specie hanno sviluppato una sorta di immunità naturale ai suoi composti tossici, evento che non è avvenuto nelle acque temperate, favorendo di conseguenza la sua crescita incontrollata. Nel mar Mediterraneo la Caulerpa taxifolia viene classificata come nociva ed infestante. Nel Mediterraneo è consumata da due specie di gasteropodi autoctoni, Lobiger serradifalci e Oxynoe olivacea, che si nutrono anche della congenere mediterranea Caulerpa prolifera . È stata inserita nell'elenco delle 100 tra le specie esotiche invasive più dannose al mondo.

## Uso commestibile
Alcune specie dello stesso genere, (in particolare la C. lentillifera e la C. racemosa) sono commestibili e si conoscono anche con i nomi di vite di mare o caviale verde con un sapore piccante. Sono utilizzate nella cucina indonesiana, crude, o con lo zucchero. Vengono coltivate principalmente nella provincia di Cebu, per il consumo domestico delle Filippine ed esportate in Giappone. Anche se non ci sono rigorose ricerche scientifiche si presuppone che l'alcaloide Caulerpina presente nella vite di mare sia velenoso.

## Uso decorativo e depurativo
Varie specie di Caulerpa sono utilizzate frequentemente dagli appassionati degli acquari. L'alga cresce rapidamente, e questo è dovuto alla sua grande capacità di assorbire i nitrati anche in difficili condizioni. Viene utilizzata anche come serbatoio per raccogliere i nitrati. È lecito sospettare che una delle cause della diffusione incontrollata di tale specie nei mari temperati sia dovuta anche al lavaggio degli acquari, poi fluiti in mare aperto, dove l'alga ha potuto rapidamente attecchire.

## Storia
La Caulerpa è stata scoperta per la prima volta intorno al 1850 e verso la fine dell'Ottocento apparvero le prime pubblicazioni autorevoli, agevolate da approfondite ricerche svolte da J. M. Janse dell'Università di Leida (Paesi Bassi) presso l'area mediterranea e napoletana in particolare.

Negli anni venti il ricercatore della Repubblica Ceca Rudolph Dostál riprodusse nel suo laboratorio a Brno un enorme acquario dove studiò dettagliatamente la Caulerpa. Nel 1945 lo studioso raccolse i suoi ventennali test in una pubblicazione.

Dal 1955 la stessa modalità di ricerca è praticata da William P. Jacobs allevandola nel suo laboratorio a Princeton University.

## Caratteristiche
Innanzitutto, Jacobs verificò che la capacità di accrescimento dell'alga è rapida quanto un organismo pluricellulare, con l'unica differenza che la crescita è costante, mentre nelle pluricellulari la pianta cresce a velocità diverse nel tempo. Inoltre sia il fusto, sia la radice e anche la foglia evidenziarono la stessa velocità di crescita, mentre nelle piante pluricellulari varia a seconda dell'organo. Nel fusto e nella radice della Caulerpa si allungano solo gli apici. Nell'ambito delle sue trentennali ricerche, Jacobs ha verificato che le nuove foglie spuntano fuori ogni 5-6 giorni. Capovolgendo di 180º le piante, gli esperti notarono che una nuova radice era apparsa sul lato inferiore del fusto e anche la foglia si formava sul nuovo lato superiore; la variazione della fonte di luce non modificava questa sequenza di eventi.
La Caulerpa forma una serie strutture chiamate amiloplasti utilizzate per immagazzinare amido. Gli amiloplasti sono utili alla pianta per controbattere la forza di gravità, con l'aggiunta che quest'ultima induce lo sviluppo di organi in nuove posizioni.
Questa enorme pianta è in grado di sopportare tagli e rotture grazie ad un fenomeno di autorigenerazione. Per quanto riguarda la riproduzione, dalle vecchie foglie fuoriesce il citoplasma oltre a cellule "flagellate" in grado di muoversi, che talvolta si fondono quasi sotto una forma di riproduzione sessuata.

Nel caso di difficoltà ambientali, simulate in laboratorio, ad esempio tramite forti pressioni su una parete, si nota la capacità di adattamento della pianta, che nella protuberanza che avrebbe dovuto diventare una foglia si adatta a svilupparsi come una radice.

Inoltre gli ormoni svolgono, esattamente come nelle piante pluricellulari, una funzione coordinatrice dello sviluppo e della rigenerazione. 
Nella Caulerpa, ad esempio, vi è la presenza attiva dell'acido indol-3-acetico.

Una caratteristica insolita riscontrata nella Caulerpa è la presenza di una fitta rete di bastoncelli che spuntano verso l'interno della parete cellulare; la loro funzione potrebbe essere di sostegno o di viatico per il trasporto.

Gli esperti hanno rilevato fino ad oggi oltre una settantina di specie di Caulerpa.